# Національний антарктичний науковий центр
Національний антарктичний науковий центр (НАНЦ) — державний оператор України в Антарктиці; державна науково-дослідна установа в структурі Міністерства освіти та науки України, яка забезпечує роботу української антарктичної станції «Академік Вернадський» та координує дослідження Антарктики в Україні.
Центр організовує щорічні антарктичні експедиції на «Академік Вернадський». У своїй роботі керується Державною цільовою науково-технічною програмою проведення досліджень в Антарктиці на 2011—2020 роки.
Національний антарктичний науковий центр, НАНЦ (англ. National Antarctic Scientific Center of Ukraine, NASC) був визначений головною установою Української ініціативної групи (IPY Ukraine IPY Initiative Group) за проведення Міжнародного полярного року 2007—2008.

## Судна
- Криголам Ноосфера

## Основні напрямки діяльності
- розроблення та виконання програм досліджень в Антарктиці;
- забезпечення подальшого розвитку діяльності антарктичної станції «Академік Вернадський», підготовка та проведення комплексних наземних та морських експедицій у Південній півкулі;
- міждисциплінарні дослідження у сфері захисту навколишнього природного середовища

## Керівники
- Гожик Петро Федосійович (1996—1999)
- Литвинов Валерій Аркадійович (1999—2018)
- Дикий Євген Олександрович (2018—дотепер)

## Провідні науковці
- Краковська Світлана Володимирівна